# Podistera
Podistera là chi thực vật có hoa trong họ Apiaceae.